# Aleksandrov sarkofag
Aleksandrov sarkofag je helenistični kamniti sarkofag iz poznega 4. stoletja pr. n. št. iz nekropole blizu Sidona v Libanonu. Krasijo ga nizki reliefi Aleksandra Velikega in pomikajoče se zgodovinske in mitološke pripovedi. Delo velja za izredno dobro ohranjeno in je bilo uporabljeno kot primer, ker je ohranilo polikromijo. Trenutno je v fundusu Carigrajskega arheološkega muzeja.

## Zgodovina
Po mnenju mnogih učenjakov izvor in datum Aleksandrovega sarkofaga ostajata nesporna, saj je trdno pristal v mestu Sidon in je bil najverjetneje naročen po letu 332 pr. n. št.. Ustrezna in neprekinjena upodobitev Abdalonima, sidonskega kralja, pomaga zožiti časovno obdobje, v katerem je bil ta sarkofag najverjetneje ustvarjen. Vemo, da je Abdalonima na ta položaj imenoval Aleksander Veliki med 333 in 332 pr. n. št. in naj bi umrl približno leta 311 pr. n. št. (čeprav točen datum ni znan). Arheolog in učenjak Karl Schefold je dokazal, da je bil narejen pred Abdalonimovo smrtjo, ker je bil še vedno klasičen, nanj pa domnevno ni vplival Lizipov slog. Schefold trdi, da sarkofag ohranja bolj konzervativen pristop k svoji kompoziciji in ikonografiji, v nasprotju s stilističnim napredovanjem, ki ga zaznamuje Lizipovo delo. Trdi tudi, da bi bila njegova grobnica pripravljena pred njegovo smrtjo, čeprav nejasna časovnica Abdalonimovega življenja pušča to odprto.

### Odkritje
Aleksandrov sarkofag je bil najden v podzemni nekropoli, ki je bila razdeljena na dva hipogeja, podzemni tempelj ali grobnico, ki je sestavljena iz niza prostorov. Verjetno je deloval kot kraljeva nekropola, kar prav tako pomaga pri podpori znanstvenih razprav o možnem pokrovitelju tega sarkofaga.
Zlasti ta sarkofag je eden od štirih masivnih izrezljanih sarkofagov, ki so tvorili dva para. Ti pari so bili odkriti med izkopavanji leta 1887, ki sta jih izvedla Osman Hamdi Bey in Yervant Voskan na nekropoli blizu Sidona v Libanonu.

## Znanstvena razprava

### Pokrovitelj
Čeprav je bilo splošno sprejeto, da to ni bil dejanski sarkofag samega Aleksandra Velikega že od samega začetka njegove analize, je bila velika znanstvena razprava okoli tega, kdo je bil pokrovitelj sarkofaga. Prvotno so domnevali, da je bil sarkofag Abdalonimov (umrl leta 311 pr. n. št.), sidonskega kralja, ki ga je Aleksander imenoval takoj po bitki pri Isu (333 pr. n. št.). Učenjak Andrew Stewart trdi, da je bil Abdalonim pokrovitelj Aleksandrovega sarkofaga iz več razlogov: predvsem zato, ker so bližnjevzhodni kralji redno naročali svoje grobnice ante mortem glede na njihov »posmrtni sloves«. To je običajno podprta trditev, ki jo nenehno podpirajo številni učenjaki, vendar je bila prav tako izpodbijana. Na primer, Waldemar Heckel trdi, da je bil sarkofag izdelan za Mazaja, perzijskega plemiča in guvernerja Babilona. Da bi podprl to trditev, se Heckel sprašuje, zakaj bi sarkofag za Abdalonima, kralja iz Sidona, vključeval toliko perzijskih figur in ikonografij, pri čemer trdi, da so obleka, poteze obraza in dejavnosti osrednje figure zgodovinsko bolj usklajene s perzijskim kot s feničanskim plemstvom. Odgovor na to je po Hecklu ta, da bi bil pomen teh figur in ikonografij bolj primeren za perzijskega plemiča. V podporo teoretizira, da eden od stranskih frizov prikazuje bitko pri Gavgameli leta 331 pr. n. št., kar kaže na moč Mazajevega vojaškega vodstva pri vodenju perzijske vojske.

#### Pripisovanje
Eden od vidikov zgodovine sarkofaga, o katerem še vedno potekajo široke razprave je, katera starodavna sredozemska kultura ga je morda ustvarila. Po Schefoldu je bilo prepoznavnih šest rok jonskih kiparjev, ki so delali v atiškem idiomu. Stewart se strinja s Schefoldom in trdi, da je poenotenje različnih slogovnih elementov povezano z atiško skulpturo. Vendar pa je po mnenju arheologinje Margaret C. Miller sarkofag verjetno izdelala rodoška delavnica, v tem primeru v Sidonu. Tukaj je koristno omeniti, da je bil Sidon feničansko mesto-država, zaradi česar so drugi učenjaki, kot je Caroline Houser, trdili, da je njegov stilistični izvor zakoreninjen v Feniciji. Trdili so, da je večino kiparskih detajlov mogoče pripisati starogrškim slogom, ki segajo v čas, ko so to bližnjevzhodno mesto zavzeli stari Grki. Vendar pa so zaradi medkulturnih vplivov v grški umetnosti v tistem času znotraj samega sarkofaga nasprotujoči si atributi. Na primer, levi na vogalih strehe imajo specifično azijske lastnosti. Obstaja tudi več mitologiziranih bitij, kot so »trije ovnovi rogovi, ki rastejo na mačjih glavah«, ki bi bila povsem tuja favni starodavnega helenističnega sveta.

## Interpretacija
Strešno sleme Aleksandrovega sarkofaga, izdelano iz dveh masivnih blokov marmorja, je obloženo z izmenjujočimi se kipci ženskih glav (morda boginje Atargatis) in orlov. Različne pripovedi krasijo frize na vsaki strani in zatrepu sarkofaga, pri čemer vsaka omogoča različne interpretacije celotne teme samega sarkofaga. Te različne interpretacije so se razlikovale zaradi zapletenih slogov in vsebin. Nekateri učenjaki so te pripovedi razlagali kot biografsko povezane z Abdalonimovim življenjem, pri čemer se je serija začela leta 333/332 pr. n. št. z bitko pri Isu in končala leta 306/305 pr. n. št.. Andrew Stewart trdi, da sarkofag sploh ne ponuja enotnega programa ali očitno koherentnega sporočila, saj si prizori v vsakem reliefu nasprotujejo, pri čemer ikonografija meša zahodne in vzhodne standarde. Temi bitke in lova sta dosledni v celotnem frizu: ena dolga stran in ena kratka stran prikazujeta vsakega od teh prizorov.
Reliefne rezbarije na eni dolgi strani kosa prikazujejo Aleksandra v boju s Perzijci v bitki pri Isu. Volkmar von Graeve je motiv primerjal z znamenitim Aleksandrovim mozaikom v Neaplju; sklepa, da ikonografija obeh izhaja iz skupnega izvirnika, izgubljene slike Filoksena iz Eretrije. Primerjava med mozaikom in sarkofagom je pridobila moč na znanstvenem področju, podpirajo pa jo tudi drugi učenjaki, kot je Andrew Stewart. Aleksander je prikazan na ježi, z levjo kožo na glavi in se pripravlja, da vrže kopje v perzijsko konjenico. Še vedno poteka razprava o pomembnosti zgodovinskosti figur, ki jih vidimo v prizorih lova in bitke. Medtem ko jih zgodovinarji, kot je von Grave, razlagajo kot natančne upodobitve zgodovinskih osebnosti, se drugi zgodovinarji, kot je Schefold, osredotočajo nanje kot na mitske subjekte bitk in kraljevega lova.  Nekateri učenjaki prav tako verjamejo, da druga makedonska figura blizu središča predstavlja Hefestiona, Aleksandrovega starejšega tesnega prijatelja. Tretji makedonski konjenik je pogosto identificiran kot Perdika, eden od generalov v Aleksandrovi vojski.
Na nasprotni daljši strani je prikazan Aleksander, ki je prepoznan kot »jezdec na sredini levo«, in Makedonci, ki skupaj z Abdalonimom in Perzijci lovijo leve. Stewart je tudi predstavil, da je to lahko primer lova Aleksandra v sidonskem lovišču leta 332 pr. n. št.. To je edinstvena upodobitev Makedoncev in Perzijcev, ki sodelujejo pri lovu. To je pomembno zaradi dejstva, da je bil prizor na nasprotnem koncu večinoma interpretiran kot bitka pri Isu, ki je na splošno razumljena kot simbol makedonskega poraza Perzijcev.
Eden od krajših stranic usmeri pogled proti mitskemu lovu na leva, ki prikazuje prizor, v katerem Abdalonim lovi panterja. Na drugem krajšem koncu je bitka, morda bitka pri Gazi leta 312 pr. n. št., če je temu tako, bi pediment nad tem koncem prikazoval Perdikov umor leta 320 pr. n. št. Domnevali so, da je Abdalonim nazadnje umrl v bitki za Gazo, čeprav to ni utemeljeno. Če pa je temu tako, potem bi bil ta pediment prikaz njegovih zadnjih trenutkov v bitki. Drugi pediment na zgornjem pokrovu prikazuje Abdalonimusa v neidentificirani bitki.

### Polikromija
Aleksandrov sarkofag je zgrajen iz penteliškega marmorja, ki ohranja sledi svoje polikromije, v obliki grškega templja. Na sarkofagu so našli dokaze o polikromiji, ki se nanašajo na pisane barve na kipih (zlasti na starodavnih kipih), ki bi jih dejansko lahko videli med odkopavanjem sarkofaga med njegovim izkopavanjem leta 1887. Grško-makedonski bojevniki, upodobljeni na sarkofagu, so prikazani v boju goli, kot je bilo značilno za grško ikonografijo. Bili pa so naslikani, na katerih so bili razvidni pisani detajli njihovih odtenkov kože, barv las, čelad in ščitov. Perzijci, proti katerim so se bojevali ti bojevniki, pa so bili naslikani s svetlim, živahnim oklepom. Polikromija prikazuje podrobne vzorce njihovih hlač in kril, kot tudi zapleteno barvo, opravljeno na njihovih ščitih.
- Leta 1887 so odkrili Aleksandrov sarkofag
- Barvna rekonstrukcija ahemenidske pehote na Aleksandrovem sarkofagu
- Barvna rekonstrukcija ahemenidske pehote na Aleksandrovem sarkofagu